# 久保欣哉
久保 欣哉（くぼ きんや、1929年（昭和4年）10月5日 - 2008年（平成20年）8月5日）は、日本の法学者。専門は、商法・経済法・企業会計法。学位は、法学博士（一橋大学・1959年）（学位論文「株式配当と無償交付の研究」）。元一橋大学法学部長、元青山学院大学法学部長。一橋大学名誉教授。吉永榮助門下。指導学生に山部俊文一橋大学名誉教授、長塚真琴一橋大学教授、平川幸彦元明治学院大学教授、シュテファン・ヘルツベルク元駐日ドイツ大使館首席公使など。

## 略歴
- 東京都小石川生まれ。
- 1942年 - 3月東京市世田谷区深沢国民学校卒業。
- 1947年 - 3月東京都立第八中学校卒業。
- 1950年 - 3月東京商科大学附属商学専門部卒業。
- 1954年 - 3月東京商科大学卒業、商学士。
- 1959年 - 3月一橋大学大学院法学研究科博士課程修了、法学博士（学位論文「株式配当と無償交付の研究」）。4月青山学院大学法学部専任講師。
- 1960年 - 4月同助教授。
- 1968年 - 4月青山学院大学教授。
- 1969年 - 10月青山学院大学法学部長。
- 1976年 - 3月青山学院大学法学部退任、4月一橋大学法学部教授
- 1984年 - 5月一橋大学法学部長。
- 1993年 - 4月一橋大学名誉教授、関東学院大学法学部教授
- 2006年 - 関東学院大学法学部退任。
- 2008年 - 8月5日死去。享年78。

- （有）林間不動産　代表取締役。
- 日本私法学会理事・日本経済法学会理事・税務大学校非常勤講師（企業会計法）等を歴任。

## 著書

### 単著
- 『株式配当論』千倉書房〈商事法経済法叢書 第4〉、1960年5月。全国書誌番号:60009127。
- 民法総合判例研究刊行会 編『銀行取引契約』一粒社〈叢書民法総合判例研究 29〉、1980年4月。全国書誌番号:80023025。
- 『独占禁止法通論』三嶺書房、1994年6月。ISBN 9784882940593。全国書誌番号:95032269。

### 編集
- 『多国籍企業の法規制』中央経済社、1993年11月。ISBN 9784502727139。全国書誌番号:94010602。

### 編著
- 『企業結合と買収の法理』中央経済社、1992年6月。ISBN 9784502717635。全国書誌番号:92051805。

### 共著
- 田中誠二、久保欣哉『商法総則商行為法 判例体系』有信堂、1958年4月。全国書誌番号:58005620。
- 田中誠二、久保欣哉『例解会社法』有信堂、1962年8月。全国書誌番号:62005472。
  - 田中誠二、久保欣哉『例解会社法』（再全訂版）有信堂、1975年11月。全国書誌番号:72005340。
- 田中誠二、久保欣哉『新株式会社会計法』中央経済社、1964年3月。全国書誌番号:64004130。
  - 田中誠二、久保欣哉『新株式会社会計法』（全訂）中央経済社、1975年11月。全国書誌番号:72007330。
- 田中誠二、久保欣哉、福岡博之、坂本延夫『会社法学の新傾向とその評価』千倉書房〈商事法経済法叢書 13〉、1978年12月。全国書誌番号:79006934。
- 久保欣哉、関英昭 著、民法総合判例研究刊行会 編『銀行取引契約』（第2版）一粒社〈叢書民法総合判例研究 29〉、1989年3月。ISBN 9784752701927。全国書誌番号:89031985。
- 田中誠二、久保欣哉『経済法概説』（新版（3全訂版））千倉書房、1990年4月。ISBN 9784805106143。全国書誌番号:90045225。

## 記念論文集
- 関英昭、山部俊文編集代表 編『市場経済と企業法 久保欣哉先生古稀記念論文集』中央経済社、2000年12月。ISBN 9784502784330。全国書誌番号:20148411。